# Šeteniai
Šeteniai è una località del Distretto di Vilainių in Lituania.

## Monumenti e luoghi di interesse
Il 12 giugno 1999 nell'ex granaio del maniero dove è nato Czesław Miłosz, è stato fondato il "centro culturale Czesław Miłosz" con una mostra a lui dedicata. Il posto al giorno d'oggi è utilizzato per attività culturali, conferenze e riunioni. Il centro culturale è circondato da un parco con sculture in legno di artisti internazionali.

## Evoluzione demografica
Abitanti censiti